# 青岛地铁
青岛地铁是服务于中华人民共和国山东省青岛市的城市轨道交通系统，为青岛市城市轨道交通网络的组成部分。青岛的地铁（时称市内高速交通线）设想始于1935年，于1987年开始正式规划和可行性研究工作，并于1994年部分开建，后因国家政策的改变而停滞。2009年11月30日，地铁建设再度启动，此前的10余年时间里仅做规划设计。其第一条线路（3号线）于2015年12月16日开始区间试运营，使青岛成为中国大陸第22个拥有地铁的城市。

## 历史

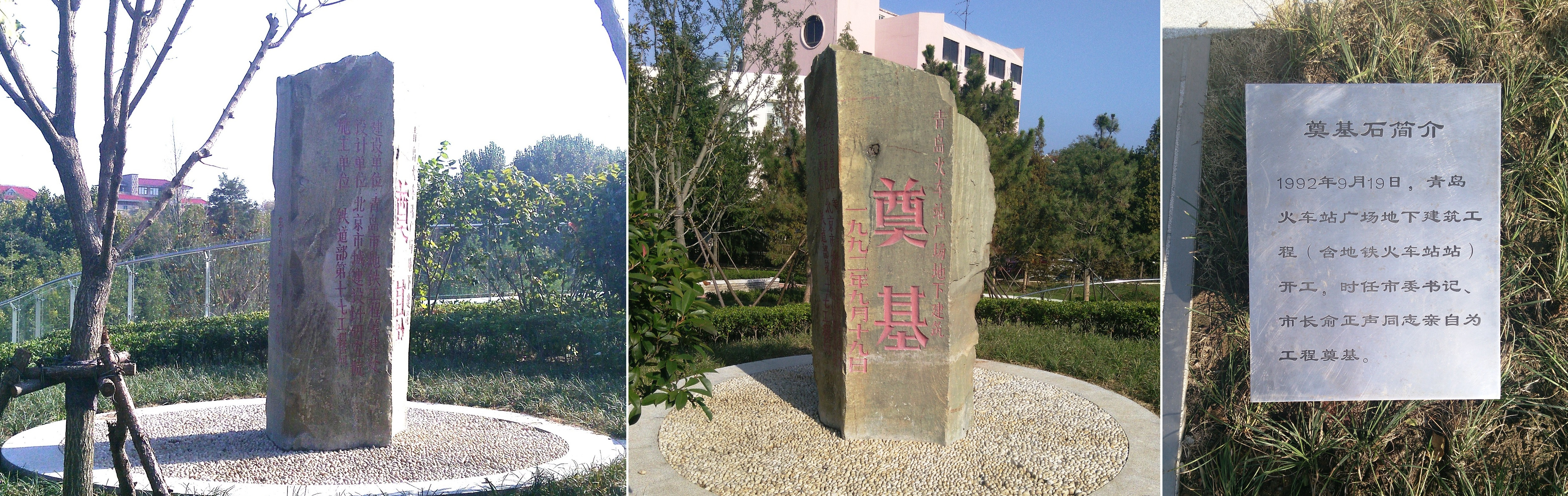
安放在太平角公园站的青岛地铁奠基石

青岛地铁线网延伸示意动画

### 民国规划设想（1935年）
1935年，青岛市提出包含建设“市内高速交通”（即轨道交通快线）的城建规划。青岛因此成为中国最早提出建设地铁的城市。规划认为青岛应及早谋划，不能因当时离“需要高速交通之时期甚远，遂置之不问也。”规划总里程42 km在市中心区为地下线，市中心区之外为高架线；车辆全部用电力驱动，以保持城市清洁卫生。然而，时处社会动荡时期，规划设想仅能停留在纸面上，无法实施。

### 首次建设尝试（1987-2000年）
1987年4月，青岛市正式开始轨道交通线网的规划和可行性研究工作。1989年，规划了“两线一环”约48 km的初期线网。
1990年，青岛市计委正式向国家计委申报青岛地铁一期工程项目建议书。1991年6月，青岛地铁一期工程通过国家计委报请国务院同意，并以计投资(1991)784号文批准并立项；同年，青岛市地下铁道工程筹备处成立。1993年，青岛市地下铁道工程建设办公室成立；同年在此基础上成立了青岛市地下铁道公司，承担青岛地铁规划建设工作。
1994年，《青岛市区综合交通规划》对轨道线网进行了补充，形成了“四线一环”的构架，总规模约96 km。同年，青岛市地下铁道公司正式组建，并于12月24日开工建设1号线一期工程“两站一区间”的试验段。
1995年12月28日，国务院办公厅发布《国务院办公厅关于暂停审批城市地下快速轨道交通项目的通知》，要求已批准立项和原则同意建设的多个项目停止对外签约，国家计委暂停审批可行性研究报告和开工。2000年，地铁试验段竣工验收，《青岛地铁一期工程可行性研究报告》上报国家计委审批，未有回应。

### 实质建设（2008年至今）
2008年9月，包含1、2、3号线的《青岛市城市快速轨道交通建设规划（2009～2016年）》及相关附件、报告上报国家发改委审批。12月，环境保护部以“环审〔2009〕85号”文，批复并下发了环境影响报告书的审查意见；国家发改委专家评审通过建设规划，新的地铁试验段工程前期工作正式启动，初步确定试验段工程范围。
2009年2月20日，包含一座车站（河西站）和一个区间（河西站至保儿站）的新地铁试验段建设工程确定。4月，《青岛市城市快速轨道交通建设规划（2009-2016年）》审查会召开，送审稿方案中的1、2、3号线调整为只包含2、3号两条线，2010-2016年分两期建设2号线一期工程和3号线一期工程，线路长度54.7 km，车站46座。
2009年6月26日，试验段工程开工。11月30日，青岛市地铁建设工程奠基仪式在河西站举行。在3号线的施工过程中，因遇到包括地质和拆迁等诸多困难，工期滞后；首段于2015年12月16日开通试运营。

## 规划

### 线网规划
青岛市城市轨道交通（地铁）的线网规划自开始规模编制至今，经正式批复的版本共有如下7版，线网规模从1999版最初的115 km、5条线、95个车站逐步增至2019版872 km、17条主线及2条支线、443个车站。

#### 1999版
1999年，《青岛市城市快速轨道交通线网规划》编制完成，确定了“四线一环”的布局，总规模为115 km。市政府于2000年批准了该规划，并于2001年以此为基础颁布了《青岛市城市快速轨道交通线网规划用地控制管理办法》。
| 线路 | 站数 | 起点     | 终点   | 示意图 |
| ---- | ---- | -------- | ------ | ------ |
| 1    | 25   | 西藏路   | 祺阳路 |        |
| 2    | 24   | 泰山路   | 永平路 |        |
| 3    | 19   | 环线     | 环线   |        |
| 4    | 13   | 海云庵   | 张村   |        |
| 5    | 14   | 中山公园 | 上王埠 |        |

#### 2002版
2002年，依据《青岛城市综合交通规划（2002～2020年）》提出了新的中心城区轨道网规划方案，由6条主线和2条支线组成，总规模为195.2 km。2004年初，为加强青岛中心城区与周边县市之间的联系，完成了《青岛市域轨道网概念规划》，提出了青岛市域轨道交通线网概念方案，共5条市域轨道交通线路，总规模为260.8 km。由此，全市轨道交通系统被规划为市区轨道交通线路（M线）和市域轨道交通线路（L线）两个层次。
| 线路   | 起点     | 终点         | 示意图 |
| ------ | -------- | ------------ | ------ |
| M1     | 天目山路 | 春阳路       |        |
| M2     | 青岛站   | 永平路       |        |
| M3     | 高雄路   | 百果山       |        |
| M4     | 泰山路   | 沙子口       |        |
| M4支线 | 错埠岭   | 湖岛         |        |
| M5     | 永平路   | 棘红滩       |        |
| M6     | 天目山路 | 王台         |        |
| M6支线 | 黄岛码头 | 辛安         |        |
| L1     | 春阳路   | 莱西汽车总站 |        |
| L2     | 棘红滩   | 平度汽车站   |        |
| L3     | 惜福镇   | 王台         |        |
| L4     | 井冈山路 | 泊里         |        |
| L5     | 即墨古城 | 鳌山卫       |        |

#### 2004版
2004年10月，为更好地将中心城区线网与市域线网衔接配合，对市区及市域两部分线网进行汇总调整，将市域线与市区线路统一考虑，并对线路工程、线网的运营组织、资源共享、交通衔接及用地控制等各方面进行了深入研究，于2005年底完成《青岛市城市轨道交通线网规划（修编）》。规划线网总规模为514.3 km，其中市区线包括M1至M8共8条，长约226.4 km；区域线包括L1至L4共4条，长约287.9 km。
| 线路 | 长度/km | 起点         | 终点         | 示意图 |
| ---- | ------- | ------------ | ------------ | ------ |
| M1   | 58.7    | 太行山路     | 硕阳路       |        |
| M2   | 26.7    | 泰山路       | 永平路       |        |
| M3   | 27.3    | 青岛站       | 百果山       |        |
| M4   | 23.6    | 大港客运站   | 沙子口       |        |
| M5   | 11.9    | 大麦岛       | 湖岛         |        |
| M6   | 31.1    | 太行山路     | 王台         |        |
| M7   | 14.1    | 黄岛码头     | 柳花泊       |        |
| M8   | 33.0    | 永平路       | 即墨站       |        |
| L1   | 89.4    | 莱西汽车总站 | 青岛汽车东站 |        |
| L2   | 65.0    | 王台         | 丹山         |        |
| L3   | 104.9   | 平度汽车站   | 鳌山卫       |        |
| L4   | 28.6    | 大珠山       | 长江路       |        |

#### 2008版
2008年，青岛市启动新一轮轨道交通研究工作。根据青岛市总体规划和综合交通规划的最新修订成果，对线网修编报告进行了重新修订。于9月得到青岛市人民政府的正式批复。线网总规模为519.4 km，其中市区线包括M1至M8共8条，长约231.5 km；市域线较上次未作调整，仍包括L1至L4共4条，长约287.9 km。
| 线路 | 长度/km | 站数 | 起点         | 终点         | 示意图 |
| ---- | ------- | ---- | ------------ | ------------ | ------ |
| M1   | 36.6    | 25   | 中山路       | 东郭庄       |        |
| M2   | 55.3    | 42   | 太行山路     | 百果山       |        |
| M3   | 25.1    | 22   | 青岛站       | 青岛北站     |        |
| M4   | 22.3    | 17   | 泰山路       | 沙子口       |        |
| M5   | 13.3    | 12   | 大麦岛       | 湖岛         |        |
| M6   | 30.6    | 20   | 井冈山路     | 王台         |        |
| M7   | 14.6    | 11   | 黄岛码头     | 柳花泊       |        |
| M8   | 33.7    | 15   | 青岛北站     | 即墨站       |        |
| L1   | 89.4    | 19   | 莱西汽车总站 | 青岛汽车东站 |        |
| L2   | 65.0    | 19   | 王台         | 丹山         |        |
| L3   | 104.9   | 20   | 平度汽车站   | 鳌山卫       |        |
| L4   | 28.6    | 10   | 大珠山       | 长江路       |        |

#### 2012版
2012年，根据“青岛市十一次党代会”提出“全域统筹，三城联动，轴带展开，生态间隔，组团发展”的城市空间发展战略，对线网规划进行了修编，提出“一环四线，三城三网，网间互联”的概念网络，11月得到青岛市人民政府的批复（青政字〔2012〕93号）。《青岛市城市轨道交通线网规划（2012年）》将全市轨道交通系统的两个层次改为市区轨道交通线路（M线）和轨道交通快线（R线）。市区轨道交通线网在东岸城区线网加密的基础上，在西岸城区、北岸城区内部形成了相对独立的轨道交通网络，并通过跨海线路和轨道交通快线与东岸城区线网相连，形成“三城三网、网间互联”的基本形态。轨道交通快线构建了以环胶州湾线路为中心的放射型线网，形成“一环四线”，将外围组团、新城与中心城区快速相连，实现“全域统筹”。规划提出与城市总体规划年相匹配的2020年线网和远景年线网方案。2020年线网总长约420.6 km，其中市区线包括M1、M2、M3、M4一期、M6一期、M7一期、M8共7条，长约230 km；快线包括R1一期、R2、R3共3条，长约190.6 km。远景年线网总长829.5 km，其中市区线共计10条，长约353.7 km；快线共计9条，长约475.8 km。
| 线路 | 长度/km | 站数 | 起点       | 终点     | 示意图 |
| ---- | ------- | ---- | ---------- | -------- | ------ |
| M1   | 41.6    | 26   | 江山南路   | 兴国路   |        |
| M2   | 61.3    | 44   | 柳花泊     | 百果山   |        |
| M3   | 24.8    | 22   | 青岛站     | 青岛北站 |        |
| M4   | 30.2    | 24   | 汇泉广场   | 大河东   |        |
| M5   | 13.6    | 12   | 瑞昌路     | 麦岛     |        |
| M6   | 29.7    | 17   | 井冈山路   | 王台     |        |
| M7   | 45.8    | 30   | 奥帆中心   | 青威路   |        |
| M8   | 47.8    | 14   | 沧口机场   | 胶东机场 |        |
| M9   | 26.6    | 14   | 环线       |          |        |
| M10  | 32.3    | 17   | 石老人     | 陡沟     |        |
| R1   | 67.5    | 21   | 国信体育场 | 鳌山湾   |        |
| R2   | 55.1    | 21   | 中德生态园 | 惜福镇   |        |
| R3   | 68      | 12   | 嘉陵江西路 | 董家口港 |        |
| R4   | 67.1    | 5+   | 上马       | 平度     |        |
| R5   | 59.3    | 2+   | 青威路     | 莱西     |        |
| R6   | 24.5    | 15   | 宝源路     | 土寨河   |        |
| R7   | 39      | 13   | 即墨站     | 海泉湾   |        |
| R8   | 32.3    | 14   | 小港       | 聚贤桥路 |        |
| R9   | 63      | 17   | 嘉陵江西路 | 胶东机场 |        |

#### 2015版
2015年，根据青岛市最新发展，结合西海岸新区获批，胶东机场、济青高铁建设，对上一版线网进行了调整和完善。《青岛市城市轨道交通线网规划调整》（2015年）轨道交通不再区分标注M和R线。此次规划调整在继承以往规划成果的基础上，以适应和支持城市最新规划成果为导向，以指导城市轨道交通近期建设项目为基本目标，结合已开工和已批工程，强调线网对“全域统筹，三城联动，轴带展开，生态间隔，组团发展”战略的支持，形成2020年和远景年线网方案。2020年线网总长约470.4 km，由11条线路组成，主要包括1号线（41.6 km）、2号线一期+东延（34.4 km）、3号线（24.8 km）、4号线一期（26.6 km）、6号线一期（33.1 km）、7号线一期+北延（27.9 km）、8号线（60.9 km）、9号线一期（35.9 km）、11号线一期（58.4 km）、12号线（56.5 km）、13号线（70.3 km）。远景年线网总长约838 km，由1号线至16号线及8号线支线、16号线支线共18条线组成。
| 线路 | 长度/km | 站数 | 起点       | 终点         | 示意图 |
| ---- | ------- | ---- | ---------- | ------------ | ------ |
| 1    | 41.6    | 29   | 峨眉山路   | 兴国路       |        |
| 2    | 61.3    | 41   | 柳花泊     | 世博园       |        |
| 3    | 24.8    | 22   | 青岛站     | 青岛北站     |        |
| 4    | 30.7    | 25   | 人民会堂   | 大河东       |        |
| 5    | 29.6    | 25   | 麦岛       | 石老人浴场   |        |
| 6    | 56.3    | 39   | 铁山       | 王台         |        |
| 7    | 48.5    | 35   | 奥帆中心   | 北安         |        |
| 8    | 60.9    | 16   | 五四广场   | 胶州北站     |        |
| 8支  | 19.3    | 7    | 河套       | 胶州站       |        |
| 9    | 51.5    | 27   | 华强路     | 王哥庄南     |        |
| 10   | 38.7    | 20   | 上疃村     | 铁骑山路     |        |
| 11   | 70      | 27   | 国信体育场 | 田横         |        |
| 12   | 56.5    | 21   | 金沙滩     | 朝阳村       |        |
| 13   | 70.3    | 22   | 嘉陵江西路 | 董家口火车站 |        |
| 14   | 59.6    | 11   | 胶州北站   | 平度北站     |        |
| 15   | 48.5    | 16   | 石老人     | 汽车产业城   |        |
| 16   | 50.9    | 18   | 朝阳村     | 海泉湾       |        |
| 16支 | 19      | 5    | 即墨站     | 胶东机场     |        |

#### 2019版
2020年12月，《青岛市城市轨道交通线网规划调整（2019年）》获青岛市人民政府批复，本次线网方案对原线网远景年方案进行了局部调整，调整后远景年线网方案由19条线路（含2条支线）组成，总规模872 km。其中，轨道交通普线9条，包括地铁1-7号线、9、10号线，总长395.2 km；轨道交通快线10条，包括8号线、8号线支线、11-17号线、16号线支线，总长476.8 km。
| 线路 | 长度/km | 站数 | 起点               | 终点         |
| ---- | ------- | ---- | ------------------ | ------------ |
| 1    | 42.7    | 30   | 王家港             | 兴国路       |
| 2    | 59.1    | 44   | 柳花泊             | 世博园       |
| 3    | 24.8    | 22   | 青岛站             | 青岛北站     |
| 4    | 30.7    | 25   | 人民会堂           | 大河东       |
| 5    | 31.7    | 29   | 东海路             | 石老人浴场   |
| 6    | 57.5    | 38   | 铁山               | 王台         |
| 7    | 56.5    | 43   | 奥帆中心           | 二十七路     |
| 8    | 60.8    | 18   | 五四广场           | 胶州北站     |
| 8支  | 18.5    | 7    | 大涧               | 胶州站       |
| 9    | 53.5    | 32   | 红岛科技馆（方特） | 王哥庄南     |
| 10   | 38.7    | 20   | 上疃               | 铁骑山路     |
| 11   | 70      | 27   | 国信体育场         | 田横         |
| 12   | 58.5    | 20   | 金沙滩             | 秀园路       |
| 13   | 70      | 23   | 嘉陵江西路         | 董家口火车站 |
| 14   | 58.5    | 12   | 胶州北站           | 平度北站     |
| 15   | 46.3    | 23   | 云岭路             | 锦盛三路     |
| 16   | 64.1    | 19   | 胶东机场           | 海泉湾       |
| 16支 | 8.3     | 4    | 宏顺路             | 秀园路       |
| 17   | 21.8    | 7    | 靖城路             | 汽车产业城   |

### 建设规划
- 2009年8月13日，国家发展改革委员会批复《青岛市城市快速轨道交通近期建设规划（2009～2016年）》，即“第一期建设规划”，主要包括3号线及2号线一期，线路总长度约54.7 km。
- 2011年7月，国家发展改革委对《环渤海地区山东半岛城市群城际轨道交通网规划》进行了批复，其后考虑到城市联系增加的需要，通过《山东省城际轨道交通网规划补充报告》，即“城际线建设规划”，增加了包括青岛至海阳城际114 km（青岛段作为11号线建设）、红岛至胶南101 km（北段作为12号线，南段作为13号线建设）轨道交通等在内的三条线路的规划。
- 2013年11月28日，国家发改委批复《青岛市城市轨道交通近期建设规划（2013～2018年）》[13]，即“第二期建设规划”，主要包括1号线、4号线及6号线一期，线路总长度约109.1 km。
- 2014年4月24日，国家发改委批复的《环渤海地区山东省城际轨道交通网规划（调整）》远期项目，即“城际线建设规划调整”中，包含青岛机场至平度59.4 km（作为14号线建设）的轨道交通线路。
- 2016年4月26日，国家发改委批复《青岛市城市轨道交通第二期建设规划调整方案（2013～2021年）》[14]，即“第二期建设规划调整”，主要包括1号线、4号线、6号线一期、7号线一期及8号线，线路总长度约181.7 km。
- 2021年8月19日，国家发改委批复《青岛市城市轨道交通近期建设规划（2021-2026年）》，即“第三期建设规划”，主要包括2号线二期、5号线、6号线二期、7号线二期、8号线支线、9号线一期和15号线一期，线路总长度约139km[15]。按照规划，青岛地铁三期建设线路（除2号线二期外）均为GoA4级TACS全自动运行线路[16]。

## 运营线路
截至2024年12月，青岛地铁共有运营线路8条，正线全长352km，车站171座。其中1-4号线、6号线为市区常规线；8号线、蓝谷快线、西海岸快线为市域快速线。按开通顺序依次为3号线、2号线、蓝谷快线、西海岸快线、1号线（含7号线一期）、8号线、4号线、6号线。

青岛地铁当前线网

| 名称       | 起点站         | 终点站       | 正线长 (km) | 运营有效长度 (km) | 车站数 | 列车编组 | 最高速度 (km/h) | 首段开通时间   | 最近延伸时间   |
| ---------- | -------------- | ------------ | ----------- | ----------------- | ------ | -------- | --------------- | -------------- | -------------- |
| 1号线      | 王家港         | 东郭庄       | 60.11       | 59.397            | 41     | 6B       | 100             | 2020年12月24日 | 2021年12月30日 |
| 2号线      | 四川路（轮渡） | 李村公园     | 28.93       | 28.229            | 25     | 6B       | 80              | 2017年12月10日 | 2024年12月18日 |
| 3号线      | 青岛站         | 青岛北站     | 24.95       | 24.472            | 22     | 6B       | 80              | 2015年12月16日 | 2016年12月18日 |
| 4号线      | 人民会堂       | 大河东       | 30.70       | 30.213            | 25     | 6B       | 80              | 2022年12月26日 | 不適用         |
| 6号线      | 灵山湾         | 横云山路     | 30.76       | 30.083            | 21     | 6B       | 100             | 2024年4月26日  | 不適用         |
| 8号线      | 胶州北站       | 青岛北站     | 49.61       | 46.602            | 11     | 6B       | 120             | 2020年12月24日 | 不適用         |
| 蓝谷快线   | 苗岭路         | 錢谷山       | 58.35       | 54.371            | 21     | 4B       | 120             | 2018年4月23日  | 不適用         |
| 西海岸快线 | 嘉陵江西路     | 董家口火车站 | 70.06       | 69.645            | 23     | 4B       | 120             | 2018年12月26日 | 2023年10月26日 |

## 未來發展

### 在建线路
截至2024年12月，青岛地铁共有7条在建线路（其中4条线路已部分开通运营），在建总长约为154 km，车站共108座。
| 名称          | 起点站             | 终点站           | 长度 (km) | 车站数 | 最高时速 (km) | 预计通车时间 |
| ------------- | ------------------ | ---------------- | --------- | ------ | ------------- | ------------ |
| 2号线二期东段 | 李村公园站（不含） | 世博园站         | 8.89      | 8      | 80            | 2026年       |
| 5号线一期     | 麦岛站             | 石老人站         | 34.59     | 30     | 80            | 2028年       |
| 6号线二期     | 青西站             | 灵山湾站（不含） | 13.9      | 10     | 100           | 2027年       |
| 7号线二期南段 | 曲戈庄站           | 兴国路站（不含） | 3.9       | 3      | 100           | 2026年       |
| 7号线二期北段 | 东郭庄站（不含）   | 营普路站         | 12.8      | 11     | 100           | 2026年       |
| 8号线南段     | 五四广场站         | 青岛北站（不含） | 12.5      | 7      | 120           | 有待确定     |
| 8号线支线     | 大涧站（不含）     | 胶州火车站       | 20.4      | 11     | 120           | 2026年       |
| 9号线         | 海西村站           | 前金社区站       | 16.36     | 13     | 80            | 2027年       |
| 15号线一期    | 下王埠站           | 四方厂站         | 30.8      | 15     | 100           | 2028年       |

### 遠期线路
10号线、12号线、14号线、16号线

## 车辆

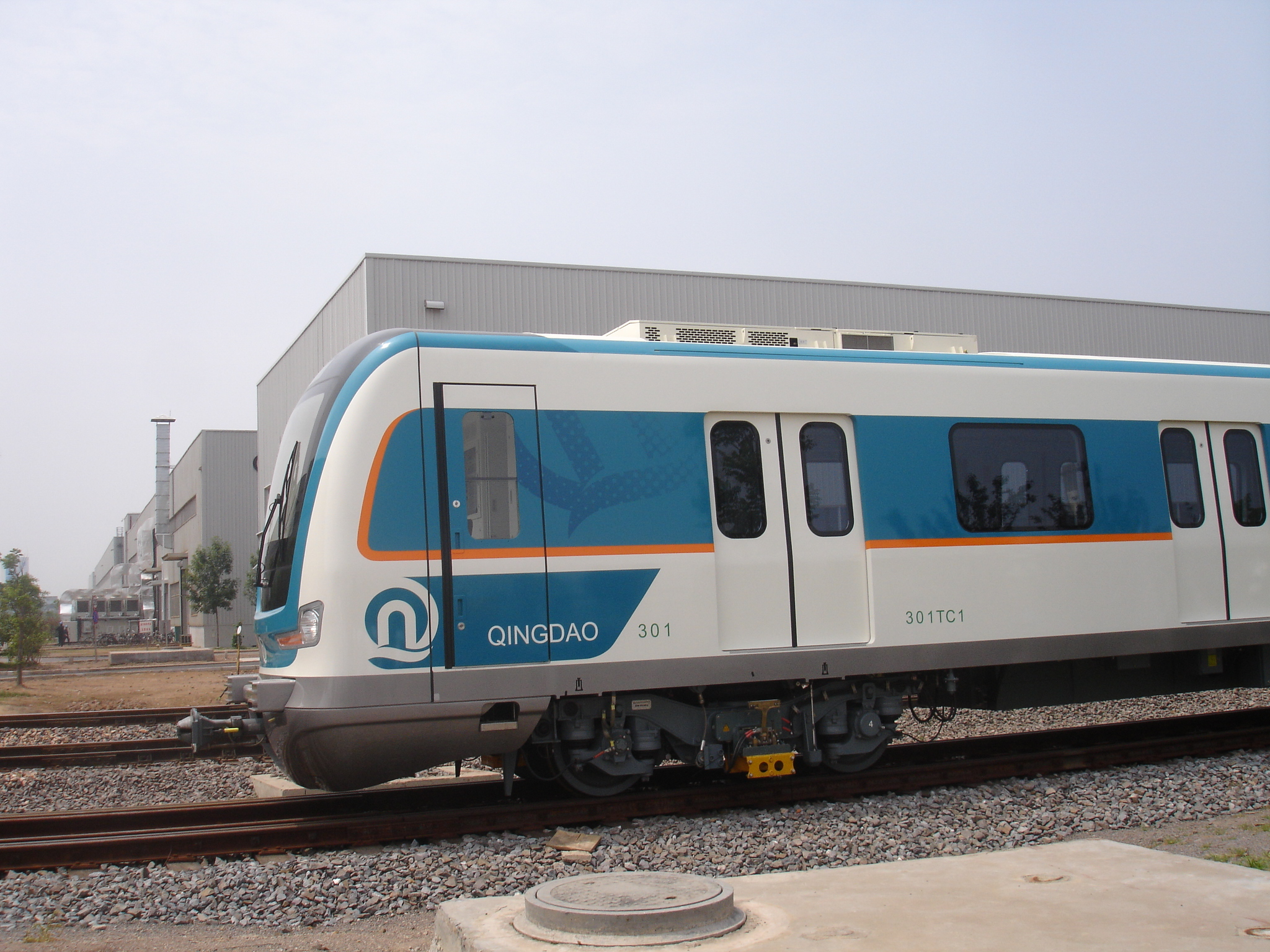
3号线列车

青岛地铁的列车均由中国中车青岛四方机车车辆股份有限公司制造。
1号线列车采用B1型车设计，全部为6节编组，采用DC 1500V第三轨受电，中车青岛四方所牵引系统。
2号线列车采用B1型车设计，全部为6节编组，采用DC 1500V第三轨受电，中车时代 t Power-TN3 系列牵引系统。
3号线列车采用B1型车设计，全部为6节编组，采用DC 1500V第三轨受电，阿尔斯通 Optonix 1500 牵引系统。首列车于2013年9月29日竣工下线。
4号线列车采用B1型车设计，全部为6节编组，采用DC 1500V第三轨受电，中车株洲电机制牵引系统。
8号线列车采用B1型车设计，全部为6节编组，采用DC 1500V第三轨受电，中车青岛四方所牵引系统。
蓝谷快线列车和西海岸快线列车均为4节编组B1型列车，3动1拖，采用DC 1500V第三轨受电，使用中车青岛四方所牵引系统和朗进空调器。
所有列车的非广告车客室内部装饰为白色车身、灰色地板布、钢灰色金属扶手杆，座椅、吊环为线路识别色或识别色与其他颜色的跳色设计。

## 车辆段及管控中心

### 车辆段/基地
地铁车辆基地及停车场与线路配套设置。3号线使用线路北端位于李沧区西部的安顺路车辆基地，并与1号线共用，且预留未来与5号线共用；2号线一期使用线路东段位于崂山区西南部的辽阳东路车辆基地，二期增设位于李沧区东部的老虎山车辆基地；蓝谷快线使用线路北段位于即墨区东部的大田路车辆基地和线路南段位于崂山区西部的海洋大学停车场；西海岸快线使用位于黄岛区的古镇口车辆基地、灵山卫停车场、董家口停车场。

### MMCC
线网运营管理与指挥中心（Metro Management and Command Centre, MMCC）设在辽阳东路车辆基地，包括线网运营与指挥系统、线网通信系统、线网门禁授权系统和线网编播中心系统四部分。指挥中心可以对全线网的基础信息、行车、供电、视频图像、主要机电设备、调度指挥、突发事件、客流、清分清算、票卡、运营维护等数据进行收集、存储、分析、挖掘。MMCC目前接入能力是按3号线、 2号线、蓝谷快线、西海岸快线、1号线、4号线、6号线、8号线、12号线、5号线、14号线共 11条线（含相应延长线）的规模考虑，同时预留远期其它4条线路接入条件。

### OCC
运行控制中心（Operating Control Centre, OCC）与线路配套设置。3号线使用位于市北区北部设置在地铁大厦的河西控制中心，并与8号线共用；2号线和蓝谷快线使用位于崂山区北部设置在辽阳东路车辆基地的辽阳东路控制中心，并与4号线共用；西海岸快线使用位于黄岛区北部设置在西海岸运营中心总部的西海岸控制中心，并与1号线和6号线共用。

## 车站
截至2024年12月，已开通运营的车站共172座（1个三线换乘站、15个双线换乘站均不重复计数），其中1号线40座（含换乘站7座）、2号线25座（含换乘站6座）、3号线22座（含换乘站6座）、4号线24座（含换乘站6座）、6号线21座（含换乘站2座）、8号线11座（含换乘站1座）、蓝谷快线21座（含换乘站2座）、西海岸快线21座（含换乘站2座）。
| 车站                 | 线路   | 说明                          |
| 已开通               | 已开通 | 已开通                        |
| -------------------- | ------ | ----------------------------- |
| 青岛北站             | 138    | 垂直换乘（38同台在上+1在下）  |
| 台东站               | 12     | 垂直、通道换乘（2在上1在下）  |
| 青岛站               | 13     | 垂直、通道换乘（1在上3在下）  |
| 观象山（市立医院）站 | 14     | 通道换乘                      |
| 海泊桥（海慈医疗）站 | 14     | 通道换乘                      |
| 王家港站             | 16     | 同台换乘                      |
| 井冈山路站           | 1西    | 垂直、通道换乘（1在上西在下） |
| 李村站               | 23     | 垂直、通道换乘（3在上2在下）  |
| 五四广场站           | 23     | 垂直、通道换乘（23同台在上）  |
| 泰山路站             | 24     | 通道换乘                      |
| 辽阳东路站           | 24     |                               |
| 苗岭路站             | 2蓝    | 垂直、通道换乘（2在上蓝在下） |
| 人民会堂站           | 34     | 通道换乘（34同平面且平行）    |
| 错埠岭站             | 34     | 通道换乘                      |
| 张村站               | 4蓝    | 通道换乘（蓝高架4地下）       |
| 辛屯站               | 6西    |                               |
| 在建                 |        |                               |
| 兴国路站             | 17     | 同台换乘                      |
| 胜利桥（纺织谷）站   | 15     | 通道换乘                      |
| 利津路站             | 2—45   | 与昌乐路站通道换乘            |
| 麦岛站               | 25     |                               |
| 石老人浴场站         | 25     |                               |
| 世博园站             | 2蓝    |                               |
| 下王埠站             | 215    | 同台换乘                      |
| 宁夏路站             | 35     |                               |
| 地铁大厦站           | 35     |                               |
| 振华路站             | 37     |                               |
| 昌乐路站             | 45—2   | 与利津路站通道换乘            |
| 大埠东站             | 45     |                               |
| 西吴家村站           | 48     | 通道换乘                      |
| 澳柯玛桥站           | 58     |                               |
| 闫家山站             | 58     |                               |
| 双珠路站             | 6西    |                               |
| 曲戈庄站             | 78     |                               |
| 正阳中路站           | 79     |                               |
| 沟岔站               | 715    |                               |
| 大涧站               | 88支   |                               |
| 靖城路站             | 915    |                               |

### 出入口
- 太平角公园站B出入口
- 世博园站
- 青岛站K出入口
- 李村站A出入口

2013年12月青岛地铁车站出入口设计方案出炉并在青岛市规划展览馆进行公开展示。
出入口颜色为企业标志主色的墨绿色（个别为白色），分为有顶盖和无顶盖两种：有顶盖外观设计整体构图采用几何图形有序组合，吸取了青岛历史建筑的特色，采用坡屋顶和竖向线条钢结构支撑配低辐射玻璃；少数出入口为避免遮挡商场、网点房的建筑物而设计为无顶盖。。出入口与站厅不都在地面层的车站，二者通过楼梯、扶梯及无障碍电梯连接。

### 站厅及站台

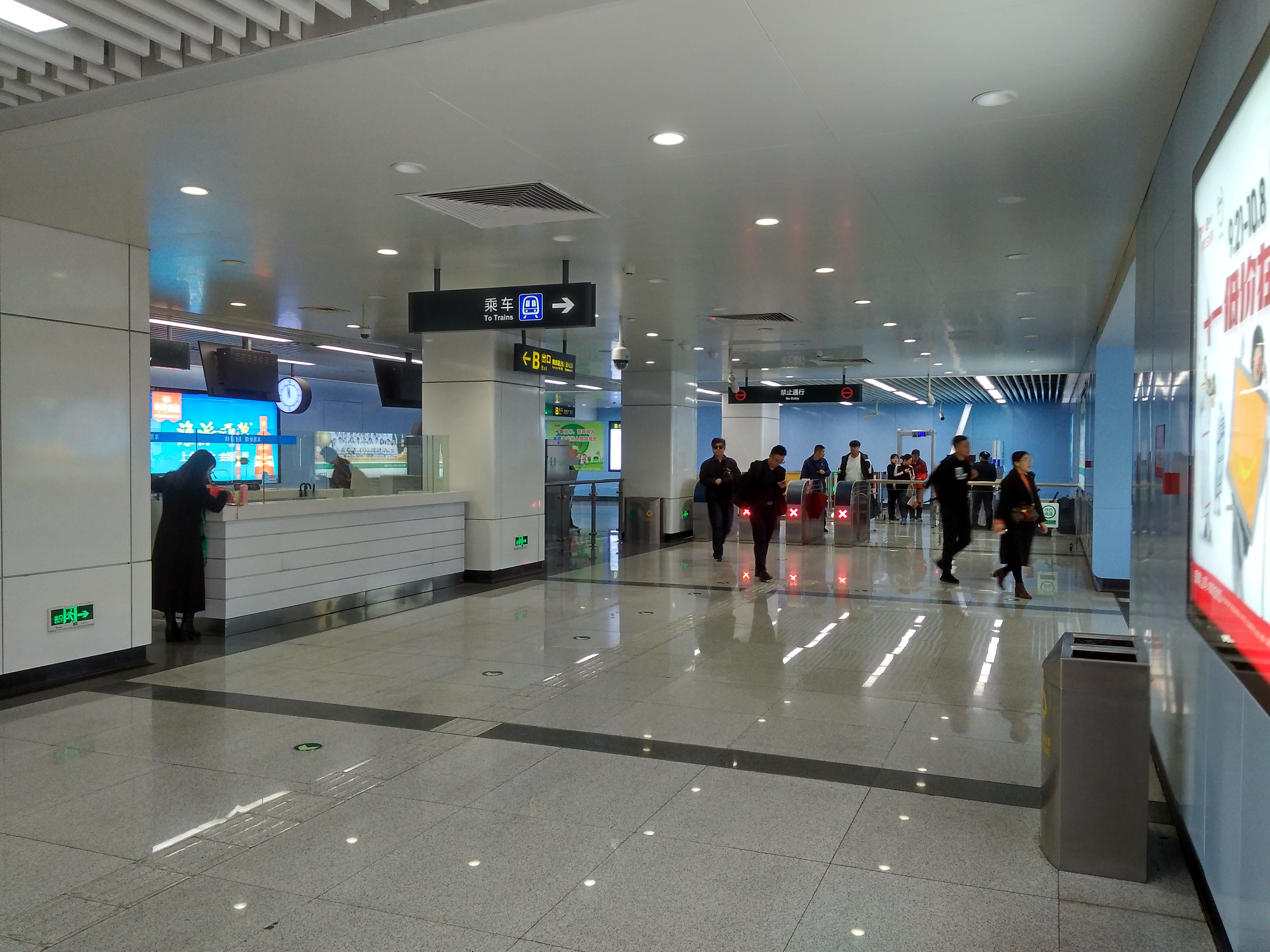
敦化路站站厅

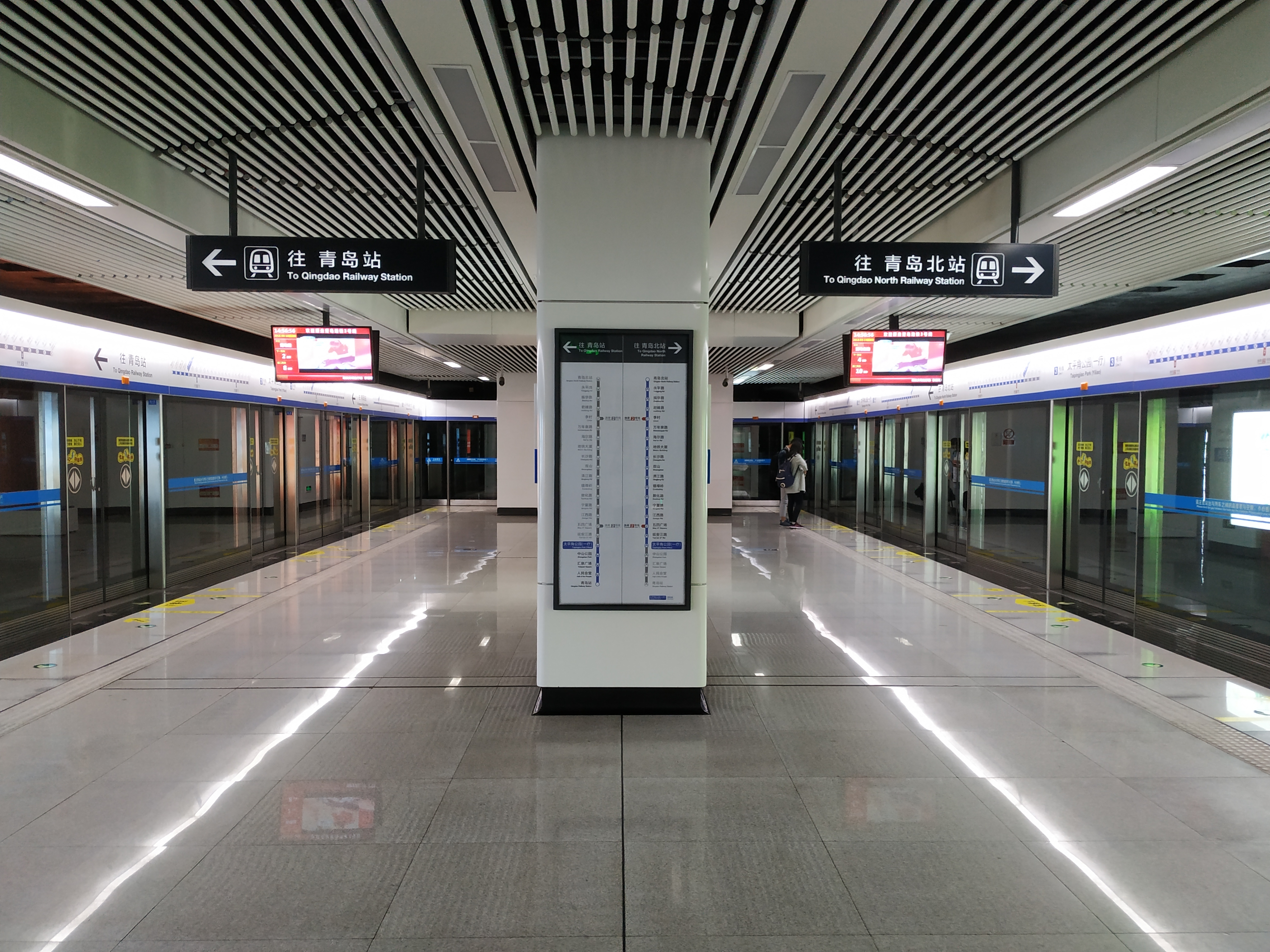
太平角公园站站台

站厅设计主要包括平顶和拱形两大类，再根据车站所在位置结合周边历史文化进行不同风格的装饰。站台为平顶，吊顶风格较为简单，色调及设计一般与站厅保持协调。部分重点车站（截止2024年4月，1号线15座、2号线8座、3号线8座、4号线8座、6号线6座、8号线3座、西海岸快线7座）还融入了公共艺术品的设计，以体现“一站一故事”的设计要求。
站厅层为车站控制室及设备区所在地，公共区设有服务中心、AFC设备、安检设施，部分车站设有商业服务区。站台为轨道及部分设备用房所在地，候车区与行车区通过站台门进行隔离。站厅和站台通过楼梯、扶梯和无障碍电梯相连通。不同形式的换乘站的站厅及/或站台设有不同形式的换乘通道。

## 票务

### AFC系统

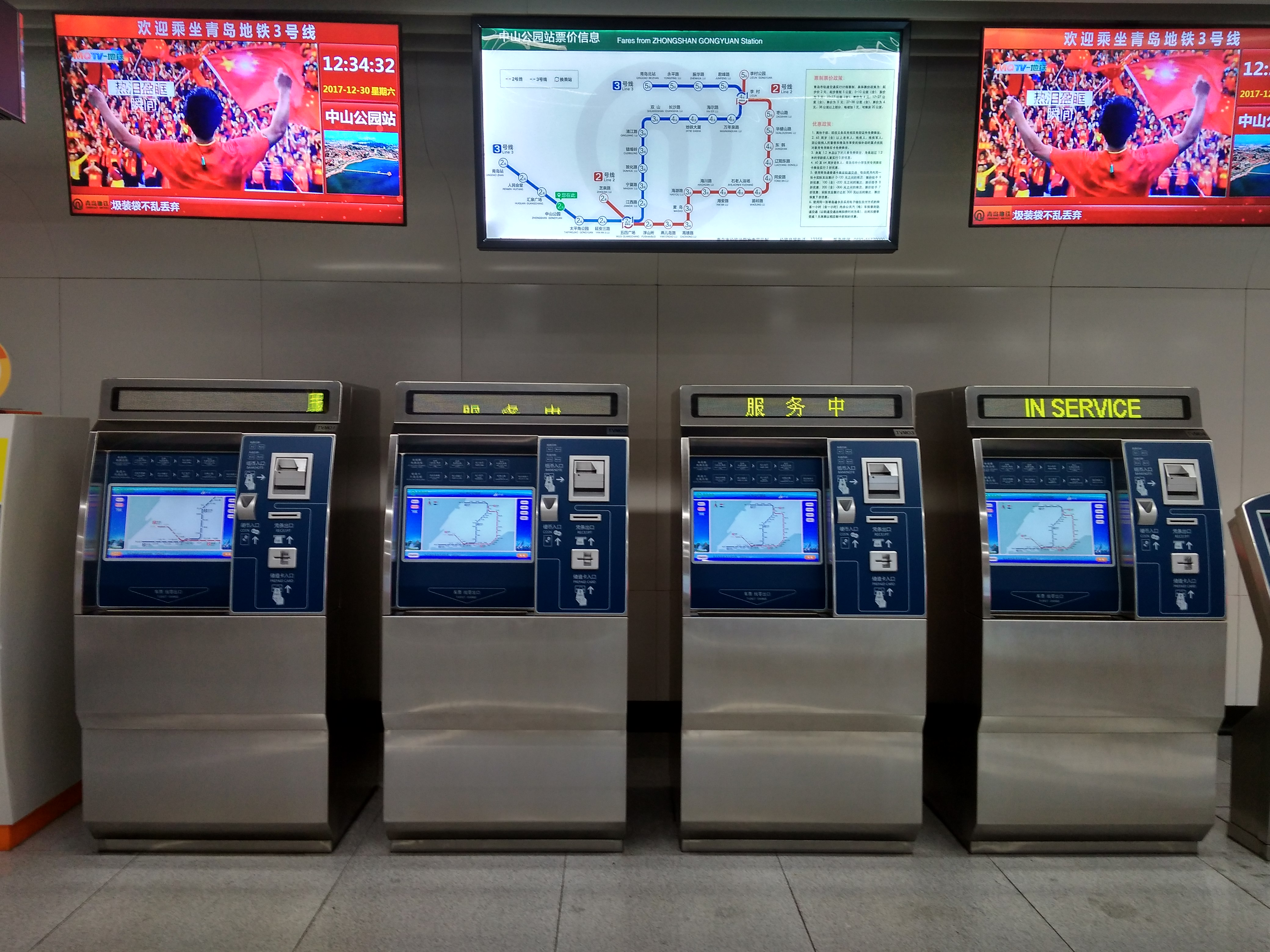
中山公园站的自动售票机

自动售检票（AFC）系统面向乘客的设备主要有自动售票机（TVM）、自动验票机（TCM）、自动检票机（AGM）、半自动售票机（BOM）和自助票务处理终端（STT）。
TVM设置于站厅非付费区，具备普通单程票取票、现场购票和标准型储值卡（琴岛通卡）充值功能：用户事先通过青岛地铁APP购买普通单程票，可通过扫描屏显二维码取票；投入人民币1元硬币或5元、10元纸币，或使用手机支付宝/微信支付扫描屏显二维码可以购买普通单程票；投入50元或100元纸币，或使用手机支付宝/微信支付扫描屏显二维码可以给储值卡（琴岛通卡）充值。
TCM设置于站厅非付费区，主要提供用户自助查询所持各类乘车票卡的类型、有效性、余额、近期交易等服务。
AGM设置于站厅非付费区和付费区的界面，进站端需要用户在指示位置刷卡识别，以查验所持票卡的有效性并记录其进站信息；出站端需要单程票用户插入车票进行回收，储值卡用户在指示位置刷卡扣费；同时可扫描青岛地铁APP的乘车码或使用APP的NFC乘车功能进出站。
BOM设置于车站服务中心内供工作人员使用，用于处理乘客当日当站购买且未使用的正常车票的退票，超程、超时，票卡丢失、无效、被误用、余额不足，因TVM无法正常服务而导致的钱、票问题，以及发售优惠单程票。
STT设置于车站服务中心，面向付费区乘客，用于乘客自行处理票卡事务，可实现车票分析、更新、查询、补票等功能。

### 票卡
可以在AGM上使用的票卡包括：单程票、计次票、计期票，实体及手机NFC储值卡（琴岛通卡、全国交通一卡通互联互通卡）和青岛地铁APP的NFC过闸功能。AGM曾支持银联卡及手机闪付（包括Apple Pay、三星智付及Mi Pay等）进出闸，但2022年12月21日起，AGM停止受理银联卡及银联手机闪付。
除异形琴岛通卡外，实体票卡均为符合国际标准ISO 7810规定的ID-1样式大小。
普通单程票在进站前自助购买，仅限购票当日当站进站。第一版正面图案为地铁列车及轨道轮廓、市南区西部沿海天际线、五月的风雕塑和回澜阁剪影等青岛地标建筑、帆船及海鸥等海滨城市标志物，以中国古典泼墨画的形式体现，按生产批次分为白色、天蓝色、黄绿色、粉红色、浅绿色5种主色调；第二版正面图案为地铁列车、栈桥和回澜阁、市南区沿海天际线、五月的风雕塑剪影，以及海涛、帆船、海鸥等海滨城市标志物，以深浅色块、线条的形式体现，整体色调为蓝色。
纪念单程票可在青岛地铁纪念品店或网店购买，需在规定有效期内使用。共发行过13套，详见下表。
| 类型     | 发行 年份 | 主题                           | 张数 | 限量 套数 | 售价 （元） | 内容 |
| -------- | --------- | ------------------------------ | ---- | --------- | ----------- | --- |
| 开通纪念 | 2015      | 轨道交通首发                   | 6    | 8000      | ?           | 栈桥、水族馆、观象山、迎宾馆、奥帆中心、崂山                                                                                             |
| 开通纪念 | 2016      | 3号线全线开通                  | 6    | 3000      | 180         | 青岛站·纹脉、人民会堂站·八大关、汇泉广场站·山水同城、太平角公园站·海洋乐园、李村站·青岛记忆1980、青岛北站·海之舞                         |
| 开通纪念 | 2017      | 2号线开通                      | 6    | ?         | 180         | 欢乐启航、Happy Departure、台东、五四广场、石老人、世博园                                                                                |
| 开通纪念 | 2018      | 11号线开通                     | 6    | ?         | 180         | 山水有清音、青岛二中、青岛科技大学、中国海洋大学、世博园、青岛国际博览中心、山东大学                                                     |
| 生肖纪念 | 2016      | 丙申猴年                       | 2    | 3000      | 70          | 灵猴献瑞、辈辈封侯彩色剪纸 |
| 生肖纪念 | 2017      | 丁酉鸡年                       | 2    | 3000      | 70          | 雄鸡报晓、金鸡贺岁彩色剪纸 |
| 生肖纪念 | 2018      | 戊戌狗年                       | 2    | 2000      | 70          | 瑞狗迎春、祥狗纳福彩色剪纸 |
| 专题纪念 | 2016      | 中国城市轨道交通 协会成立5周年 | 1    | ?         | ?           | 《梦之蓝》：地铁列车图样、直线交错背景、青岛地铁站出入口及五月的风雕塑剪影                                                               |
| 专题纪念 | 2017      | 青岛年代系列 故居集            | 10   | 2000      | 200         | 嘉木美术馆设计绘制的洪深故居、老舍故居、梁實秋故居、沈从文故居、苏雪林故居、王统照故居、闻一多故居、萧红萧军故居、杨振声故居、赵太侔故居 |
| 专题纪念 | 2017      | 畅达幸福                       | 2    | 1000      | 66          | 青岛湾风景、畅达幸福品牌 |
| 专题纪念 | 2017      | 四大美人                       | 4    | 1000      | 120         | 画家项维仁绘制的《丹青四美图》（西施浣纱、昭君出塞、貂蝉拜月、贵妃醉酒）                                                                 |
| 专题纪念 | 2018      | 上海合作 组织峰会              | 8    | 1000      | 200         | 成员国中国、俄罗斯、哈萨克斯坦、印度、巴基斯坦、乌兹别克斯坦、吉尔吉斯斯坦、塔吉克斯坦标志性建筑水彩画                                   |
| 专题纪念 | 2018      | 八仙过海                       | 1    | 1000      | 45          | 工笔画家项维仁绘制的《八仙过海图》 |

计次票共发行过3次。第1次为2018年3月由资源开发分公司发行，为华为中建材信息定制版，有效期内可不计里程乘车4次；第2次为2018年10月由八号线分公司发行，票面名称为“便民服务卡”，有效期内可不计里程乘车6次；第3次为2018年11月由集团公司发行的“昆仑首府”纪念票，有效期内可不计里程乘车6次。
计期票现为旅游日票，分为15元一日票和35元三日票两种，可在车站服务中心购买，有效期内从首次刷卡起24或72小时内有效，不记次数、不计里程。2018年11号线开通时发行的票面为油画风格风景，一日票为五四广场、三日票为栈桥，国庆节期间发行的国庆特别版票面为抽象平面风格元素集合，一日票包含海鸥、飞机、灯笼、焰火、栈桥、海上皇宫、海关大楼、五月的风雕塑、天主教堂、耐冬花及地铁列车，三日票包含游艇、奥帆中心、海鸥、崂山太清宫、天主教堂、啤酒、帆船、栈桥、海豚及地铁列车。

### 票制票价
青岛地铁采用里程分段计价，起步票价为人民币2元（不含折扣，下同），起步里程5 km；5~10 km，票价3元；10~17 km，票价4元；17~27 km，票价5元；27~38 km，票价6元；38 km以上部分，票价每增加1元，可多乘坐20 km。
| 2元 5 km3元 +5 km4元 +7 km5元 +10 km6元 +11 km7元 +20 km+1元 +20 km \| \| \| \| \| \| \| \| |  |  |  |  |  |  |
|                                                                                             |  |  |  |  |  |  |

乘客乘车需要进站刷票或刷卡，出站插票（需回收的票卡）或再次刷卡（不回收的票卡），且须一人一票。使用青岛地铁APP不购票乘车的乘客，须在进出站前开启手机蓝牙功能，将APP显示的乘车二维码对准AGM的扫码区进行扫码。
车站付费区内总停留时间不得超过（线网乘坐里程时间+换乘时间）*2，否则须额外补交线网最高单程票价的超时费；票卡余额不足以支付旅程所需票价时，须补交相应超程费；票卡丢失、损坏的，须补交出闸站线网最高单程票价；上次出站未完成扣费交易的储值卡，再次进站时须补交相应卡种最低单程票价。
2019年7月，青岛地铁客户端与上海地铁客户端“METRO大都会”实现乘车码互通，使用上海地铁客户端METRO大都会的用户亦可扫码乘坐青岛地铁。但支付方式仅支持支付宝，后续将逐步增加微信和银联支付渠道。

### 一般优惠
一般乘客使用琴島通普通卡，一个自然月內，同一張卡實際支出：
- 100元以下（不含100元）或300元以上（含300元），每笔消费享受单程票票价9折优惠；
- 100~200元（不含200元），每笔消费享受单程票票价8折优惠；
- 200~300元（不含300元），每笔消费享受单程票票价7折优惠；
- 月底计数清零，下一自然月重新累计。

### 半价
- 身高超过1.2 m的学龄前儿童（须由成年人带领持有效身份证件购买半价优惠单程票）
- 青岛市在校中小学生（刷本人专用琴岛通“青岛市学生乘车卡”）

### 免费
可免票乘坐的人群
- 身高1.2 m及以下的儿童（须由成年人带领）

可在服务中心领取免费单程票的人群
- 持有《中华人民共和国老干部离休荣誉证》《中国人民解放军离休干部荣誉证》《离休人员优待卡》的离休干部
- 持有中国人民解放军军官证、士官证、义务兵证、文职干部证、学员证、军人保障卡或中国人民武装警察部队警官证、义务兵证、文职干部证、士官证、学员证、军人保障卡的现役军人或武警
- 持有国家综合性消防救援队伍干部证、消防员证、退休证、学员证以及残疾人员证件的消防救援人员
- 持有《中华人民共和国残疾人证》（绿色）的残疾人（暂未办理琴岛通“青岛市残疾人乘车卡”）
- 持有《中华人民共和国残疾军人证》的残疾军人（暂未办理琴岛通“青岛市残疾军人乘车卡”）
- 持有《中华人民共和国伤残人民警察证》的伤残人民警察（暂未办理琴岛通“青岛市伤残警察乘车卡”）
- 60周岁及以上老年人（暂未办理琴岛通“青岛市老年人乘车卡”）

使用本人专用的琴岛通特种卡的人群
- 60周岁及以上老年人（琴岛通“青岛市老年人乘车卡”）
- 民政局审定的青岛市市辖区常住户口且享受政府定期生活补助的重点优抚对象（琴岛通 “青岛市重点优抚对象乘车卡”）
- 持有《中华人民共和国残疾人证》并具有青岛市常住户口或居住证的残疾人（琴岛通“青岛市残疾人乘车卡”）
- 持有《中华人民共和国残疾军人证》的残疾军人（琴岛通“青岛市残疾军人乘车卡”）
- 持有《中华人民共和国伤残人民警察证》的伤残人民警察（琴岛通“青岛市伤残警察乘车卡”）
- 在青岛市获得国家无偿献血奉献奖、无偿捐献造血干细胞奖和无偿献血志愿服务终身荣誉奖的献血者（琴岛通“青岛市无偿献血荣誉卡”）
- 具有青岛市户籍的退役军人及烈士遗属、因公牺牲军人遗属和病故军人遗属以及已移交青岛市安置的军队离退休干部和退休士官，驻青军队干休所服务保障的离退休干部（琴岛通、银行联名借记卡“青岛荣军卡”）

工作人员引导至绿色通道（边门）通行的人群
- 持有《中华人民共和国残疾人证》（红色）并具有青岛市常住户口或居住证的视力残疾人（暂未办理琴岛通“青岛市残疾人乘车卡”）
- 持有青岛地铁赠票（经车站服务中心站务人员撕下相应单联）

### 换乘优惠
- 时间和次数

1. 以出站检票机刷卡时间起算，1小时以内（含）换乘，可享受1次换乘优惠；
2. 第2次刷卡时间与第1次刷卡时间间隔超过1小时的，按规定票价扣费，并以第2次刷卡时间重新起算下一时段优惠时间；
3. 第3次刷卡时间与第1次刷卡时间间隔不超过1小时的，按规定票价扣费，并以第3次刷卡时间重新起算下一时段优惠时间；

- 额度

1. 使用琴岛通卡换乘现金票价不高于1元的（公交车）线路，免费换乘；
2. 使用琴岛通卡换乘现金票价高于1元的（公交车）线路，换乘时免收1元乘以本次刷卡折扣，其余部分据实支付。即：实际刷卡扣费金额=（本次现金票价-1元）×本次刷卡折扣。[32]

## 视觉识别

### 企业标志
标志的文字部分为企业简称中文“青岛地铁”和英文大写“QINGDAO METRO”。图形部分以英文词首字母“Q”为主要元素，整体外形呈圆形，内部呈现出地铁隧道入囗，下方的波浪突出海滨城市特征。整体绿色的应用寓意着地铁是绿色环保的交通工具。

### 名称及编号

线路编号、识别色及字体显示，以3号线图标为例

青岛地铁线路采用阿拉伯数字编号形式命名。车站中文名称按政府职能部门核准名称命名，站内中文站名表达为“XX”，站外中文站名表达为“XX站”、站内站外英文站名均无“Station”字样，缩写词无标点“.”。车站出入口采用大写拉丁字母编号，以车站有效站台中心里程线为中心，结合指北针方向，由正西方开始按顺时针方向，对各出入通道由字母A开始 进行顺序编号（不使用字母I、O、Z）；当同一出入口通道有两个及以上出入口时，按照顺时针从离车站主体最近的通道开始，由附加数字“1”的顺序递增补充编号，例如：“A1、A2…”。

### 文字及字体
青岛地铁使用中、英文两种语言文字。汉字以《简化字总表》、《第一批异体字整理表》为准，词句、简称等应规范，字体采用方正兰亭准黑简体。英文翻译遵照GB/T 30240.2 《公共服务领域英文译写规范》，英文的拼写、语句、缩略语等应规范；除EXIT字样外，英文信息采用首字母大写；数字使用阿拉伯数字，字体采用Helvetica及其粗体。

### 识别色
线路识别色应用于引导系统、车辆系统、地图系统，单一线路原则采用一种识别色。此外，车站的内发光导向牌，底色采用深灰色（PANTONE 5463C），与进站、换乘相关的信息采用白色，与出站相关的信息则采用黄色（PANTONE 109C）。
| 线路 | 名称   | 四色值 | 四色值 | 四色值 | 四色值 | 三色值 | 三色值 | 三色值 | 彩通色号 |
| 线路 | 名称   | C      | M      | Y      | K      | R      | G      | B      | 彩通色号 |
| ---- | ------ | ------ | ------ | ------ | ------ | ------ | ------ | ------ | -------- |
| 1    | 中黄   | 0      | 38     | 100    | 0      | 223    | 170    | 0      | 124 C    |
| 2    | 深红   | 0      | 91     | 100    | 23     | 175    | 39     | 47     | 1805 C   |
| 3    | 海蓝   | 100    | 46     | 0      | 0      | 0      | 87     | 184    | 2935 C   |
| 4    | 森林绿 | 91     | 41     | 100    | 0      | 0      | 122    | 51     | 356 C    |
| 5    | 紫棠色 | 50     | 94     | 0      | 0      | 152    | 29     | 151    | 254 C    |
| 6    | 蔚蓝   | 59     | 25     | 0      | 0      | 108    | 172    | 228    | 284 C    |
| 7    | 丁香紫 | 43     | 38     | 0      | 0      | 173    | 150    | 220    | 2645 C   |
| 8    | 洋红   | 0      | 83     | 0      | 0      | 223    | 25     | 149    | 225 C    |
| 9    | 草绿   | 66     | 18     | 100    | 0      | 100    | 167    | 11     | 369 C    |
| 10   | 咖啡色 | 0      | 51     | 100    | 36     | 147    | 77     | 17     | 724 C    |
| 11   | 金属蓝 | 89     | 79     | 0      | 0      | 48     | 66     | 153    | 2736 C   |
| 12   | 黛紫   | 62     | 80     | 0      | 0      | 130    | 70     | 175    | 2587 C   |
| 13   | 海洋绿 | 100    | 0      | 59     | 0      | 0      | 171    | 132    | Green C  |
| 14   | 珊瑚粉 | 0      | 78     | 54     | 0      | 255    | 88     | 93     | 178 C    |
| 15   | 藕荷色 | 0      | 44     | 16     | 0      | 242    | 172    | 185    | 700 C    |
| 16   | 薄荷绿 | 38     | 0      | 18     | 0      | 113    | 219    | 212    | 3242 C   |

## 文化传媒

### 服务品牌
青岛地铁开通以来，实施了爱心预约、便民伞、双铁服务台、准妈妈徽章、母婴室、婴儿打理台、幸福百宝箱、轮椅垫板、扫码取纸等一系列便民服务举措。2016年7月启动服务品牌建设工作。2017年10月12日，服务品牌正式发布，“畅达幸福”作为品牌名称，“接轨梦想、真情相伴”作为品牌口号，并将青岛站、青岛北站和五四广场站3个站定为首批品牌车站。

### 报刊
《青岛地铁晨报》以权威、时尚、有趣为宗旨，内容以资讯、娱乐、消费、互动为主，是由青岛地铁文化传媒有限公司联合青岛报业传媒集团以“青岛早报地铁增刊”（国内统一刊号CN37-0103）的形式编排发行的全市唯一赠阅的报纸。2015年11月28日随3号线北段市民免费试乘活动试刊，12月16日随3号线北段试运营正式创刊。
初期为每周一期，分周二、五两次投放，2017年6月6日起增至每周二、五两期。发刊日早高峰时段，各站站厅付费区入口专人免费派发，一人限领一份，阅读完后既可以随身带走，也可以在出站时放入站厅的回收箱内，方便他人二次阅读。

### 移动电视
青岛地铁移动电视是由青岛地铁文化传媒有限公司联合青岛广电影视传媒集团开创的电视节目播放频道，台标为“MQTV-地铁”。播放平台为各车站及列车内的乘客信息系统（PIS）显示屏。内容涵盖新闻资讯、生活服务、休闲娱乐、体育赛事、综艺旅游等。其中各站及1、2、3、8、西海岸快线列车为直播内容，蓝谷快线由于设备所限为录播内容。

### 新媒体
青岛地铁主要运营“青岛微地铁”、“青岛地铁”、“青铁YOUNG”（原“地铁新生活”）三个微信公众号，主要板块包括在线购票、地铁传媒、地铁资讯、智慧地铁、360全景等。另外，青岛地铁还通过其官方微博账号实现运营信息发布、文化产品推广、社会公益宣传、乘客互动交流等一系列功能。

## 工程事故问题
- 2018年4月13日，2号线西段一标段04工区海信桥站附近（延安三路）地面塌陷，无人员伤亡。[37]
- 2018年11月26日，8号线B2包01-2工区喷浆作业过程中出现局部脱落掉块，致1名工人从工作平台跌落，经送医抢救无效死亡。[38]
- 2018年12月20日，4号线某工地发生一起生产事故，致1人死亡。[39]
- 2019年5月27日，4号线静沙区间施工段发生坍塌，致5人死亡。[40][41]
- 2019年6月26日，1号线施工人员向媒体举报外接电源配套工程存在质量问题；次日，青岛地铁回应将做出处理并将工程总承包方中国葛洲坝集团电力有限责任公司拉入黑名单。[42][43][44]
- 2019年7月4日，1号线胜利桥站施工围挡处地面塌陷，致1人死亡。[42][44]
- 2023年2月20日，5号线石老人浴场站项目工地，在维修旋挖钻机时发生事故，造成一名维修人员死亡。[45]

## 备注
1. ↑  青岛站、中心医院站（时称青纺医院站）和中心医院站至水清沟站1.4 km区间隧道
2. ↑  2015年版规划最初版本为807 km，后对5号线及14号线进行了调整。
3. ↑  换乘站不重复计算。
4. ↑  含7号线一期
5. ↑  鳌山湾站暂不投入载客运营。
6. ↑  不含已建成未开放的鳌山湾站。
7. ↑  一期及二期南段里程数据摘自《青岛地铁13号线一期工程竣工环境保护验收意见》（28.8km）、《青岛地铁13号线二期工程南段竣工环境保护验收意见》（38.73km），二期北段里程数据摘自竣工验收报道（2.53km）[17]。
8. ↑  不含与已开通线路换乘的车站，换乘站不重复计算。
9. ↑  此处长度为建设期估算数据。
10. ↑  不含与已开通线路换乘的车站。
11. 1 2 3 4 5 6 7 8 9 10  正式站名尚未确定。
12. ↑  彩通色号转换为Adobe 1998（光面铜版纸）模式